# Survival (cântec de Muse)
„Survival” este un cântec al formației de rock alternativ Muse. Melodia se află pe primul loc în lista de cântece de pe cel de-al șaselea album al formației Muse, The 2nd Law. Pe 27 iunie 2012 s-a anunțat faptul că melodia „Survival” va fi imnul Jocurilor Olimpice de vară din 2012 de la Londra. Ulterior, premiera melodiei a avut loc la postul de radio BBC Radio 1.

## Rol și compunere
"A fost o onoare imensă să deținem melodia selectată pentru o parte atât de importantă a Jocurilor Olimpice de la Londra din 2012." 
În 2011, Matthew Bellamy a fost rugat să compună un imn pentru Olimpiada din 2012. Conform lui, proiectul imnului a fost scris fără limite bine-propuse. Bellamy și banda lui s-au dus apoi cu cântecul lor la echipa tehnică a JO, iar cei de acolo au spus că "le place melodia și că vor să o folosească drept un imn oficial". "Cântecul", după spusele lui Bellamy, "exprimă convingerea și determinarea necesară pentru a câștiga."
Melodia "Survival" va fi redată înainte de intrarea atleților pe teren, și între finale și ceremoniile lor de acordare a medaliilor. Televiziunile internaționale o vor folosi de asemenea, când vor face reportaje și vor transmite știri despre JO. În plus, melodia va face parte din albumul London 2012 Rock the Games.

## Versiuni
- Download digital

1. "Euphoria" (Versiune single) – 4:17

## Clasamente săptămânale
| Clasament     | Poziția maximă |
| ------------- | -------------- |
| Canada        | 40             |
| Franța        | 18             |
| Olanda        | 33             |
| Scoția        | 32             |
| Spania        | 25             |
| Regatul Unit  | 25             |
| Statele Unite | 39             |